# Linderniella andongensis
Linderniella andongensis är en tvåhjärtbladig växtart som först beskrevs av William Philip Hiern, och fick sitt nu gällande namn av Fischer, Schäferhoff och Müller. Linderniella andongensis ingår i släktet Linderniella och familjen Linderniaceae. Inga underarter finns listade i Catalogue of Life.